# Kim Ye-jin
Kim Ye-jin (kor. 김예진; ur. 20 grudnia 1999 w Seulu) – południowokoreańska łyżwiarka szybka specjalizująca się w short tracku, mistrzyni olimpijska, mistrzyni świata.
W 2018 roku wzięła udział w igrzyskach olimpijskich w Pjongczangu. Wystartowała w jednej konkurencji – zdobyła złoty medal olimpijski w biegu sztafetowym (w sztafecie poza nią pobiegły Choi Min-jeong, Shim Suk-hee, Shim Suk-hee i Lee Yu-bin).
W 2018 roku zdobyła złoty medal mistrzostw świata w sztafecie (razem z nią w koreańskiej sztafecie wystąpiły Choi Min-jeong, Kim A-lang, Lee Yu-bin, i Shim Suk-hee). W sezonach 2016/2017–2018/2019 jedenaście razy stanęła na podium zawodów Pucharu Świata (cztery razy była pierwsza, trzy razy druga i cztery razy trzecia).